# Drottninghög

Lage des Stadtbezirks Drottninghög in Helsingborg.

Drottninghög ist ein Stadtteil im Nordosten der schwedischen Stadt Helsingborg. Er liegt im gleichnamigen, etwa 2.710 Einwohner (Stand 2005) zählenden Stadtbezirk.
Der Stadtteil entstand zwischen 1966 und 1969 im Rahmen des sogenannten Millionenprogramms, einem Wohnungsbauprogramm der schwedischen Regierung. Etwa die Hälfte der Einwohner sind im Ausland geboren oder haben ausländische Eltern.
Seinen Namen erhielt der Stadtteil von einem Grabhügel, der hier bis zu seiner Einebnung im Jahre 1964 lag.
Die Bauarbeiten während der Anlage des Stadtteils waren charakteristisch für die Produktionsmethode „produktionsangepasste Projektierung“, bei der die Ideen und Visionen der Architekten hinter denen der Bauherren und Unternehmer, denen an einer effektiven und rationellen Ausführung gelegen war, zurückstehen mussten.